# Státní řád gaziho emíra Amanulláha Chána
Státní řád gaziho emíra Amanulláha Chána bylo od roku 2006 afghánské nejvyšší civilní ocenění. Vyznamenání přestalo být udíleno v roce 2021 po pádu Kábulu do rukou Tálibánu.

## Historie a pravidla udílení
Původní řád byl založen za existence Afghánské demokratické republiky. Tento řád zanikl v roce 1992 poté, co přestala existovat i tato republika. Obnoven byl v roce 2006 Afghánskou islámskou republikou. Řád byl udílen občanům Afghánistánu i cizím státním příslušníkům za jejich službu státu. Pojmenován byl po emírovi a pozdějším afghánském králi Amanulláhovi. Zanikl poté, co v Afghánistánu opětovně převzal moc Tálibán v roce 2021.

## Insignie
Odznak o velikosti 52 mm je kulatého tvaru a má podobu slunce. Uprostřed je vyobrazený oblouk a v jeho pozadí jsou hory. Okolo výjevu jsou obilné klasy omotané stuhou. Ve spodní části medaile jsou dvě zkřížené šavle. Na zadní straně medaile je nápis znamenající Státní řád gaziho emíra Amanulláha Chána.
Stuha původního řádu pokrývá kovou destičku ve tvaru pětiúhelníku. Stuha sestává uprostřed ze žlutého proužku širokého 3 mm, na který z obou stran navazují proužky oranžové barvy široké 5 mm a červené barvy, které jsou široké 7 mm.